# Стад-де-Люксембург
«Стад-де-Люксембург» — національний стадіон Великого Герцогства Люксембург, розташований у люксембурзькому кварталі Гасперіх. Стадіон приймає національні збірні Люксембургу з футболу та регбі й входить до списку УЄФА як стадіон категорії 4, що дозволяє йому приймати міжнародні матчі.

## Історія
Будівництво стадіону тривало з вересня 2017 року по липень 2021 року, не встигнувши до початкової дати завершення — 2019 року. 1 вересня 2021 року стадіон відзначив своє офіційне відкриття, прийнявши свій перший міжнародний матч між чоловічими футбольними командами Люксембургу та Азербайджану в рамках кваліфікації Чемпіонату світу з футболу 2022 року. Міка Пінту забив перший офіційний гол господарів.
Урочиста церемонія відкриття стадіону відбулася пізніше того ж місяця, 25 вересня. Стадіон «Стад де Люксембург» замінить застарілий стадіон «Жозі Бартель», який планується знести.

## Проєктування та будівництво
Проєкт стадіону був розроблений місцевим архітектурним бюро Beng Architectes Associés спільно з гамбурзьким бюро Gerkan, Marg and Partners і був обраний з-поміж 25 заявок міністром спорту Люксембургу та мером міста Люксембург у вересні 2014 року. Остаточний проєкт і плани будівництва були затверджені одноголосним голосуванням членів міської ради Люксембургу 5 грудня 2016 року.
Початкові земляні роботи на стадіоні розпочалися в березні 2017 року, будівельні роботи розпочалися 21 серпня 2017 року, а офіційна церемонія закладання фундаменту в присутності мера Ліді Полфер відбулася 18 вересня 2017 року. Роботи мали бути завершені до жовтня 2019 року, орієнтовна вартість на початку будівництва становила 61,1 мільйона євро, з яких 40 мало покрити Міністерство спорту, а решту — муніципалітет міста Люксембург. Однак через затримки будівництва завершення стадіону спочатку було перенесено на 2020 рік, а потім остаточно завершено в липні 2021 року Вартість будівництва була переглянута до приблизно 80 мільйонів євро, причому адміністрація міста Люксембург заплатила за перевитрати.

## Технічні характеристики
Завдяки своєму розташуванню вздовж автомагістралі A6, стадіон розташований уздовж осі схід-захід, замість більш традиційної осі північ-південь, яка використовується для стадіонів. Стадіон розрахований на 9 386 глядачів із повністю критими місцями під час спортивних заходів і може вмістити до 15 000 глядачів під час концертів.
Головна трибуна розташована вздовж південного боку поля.
Для того, щоб впоратися з подвійним призначенням стадіону як місця проведення футбольних та регбійних матчів, а також для проведення періодичних концертів, стадіон обладнаний гібридним трав'яним покриттям.

## Ім'я
Назву стадіону було оприлюднено як «Стад де Люксембург» на пресконференції в липні 2020 року У вересні 2020 року Палата депутатів Люксембургу відхилила петицію про зміну назви з використанням люксембурзької мови, оскільки вона не змогла зібрати мінімально необхідної кількості підписів.

## Громадський транспорт
Після завершення будівництва нової трамвайної лінії Cloche d'Or в Люксембурзі у 2 кварталі 2024 року, стадіон буде обслуговуватися майбутньою трамвайною кінцевою станцією «Стадіон».
Автостоянка на 2000 місць, що будується навпроти в'їзду на стадіон з боку Route d'Esch, має бути завершена в середині 2023 року.